# Ludi
Ludi (en llatí Ludius) va ser un pintor romà que va viure en temps d'August, al segle i.
Plini el Vell diu que va ser el primer a adornar les parets de les habitacions amb escenes representant vil·les, patis, jardins, arbredes, turons, llacunes, estrets, rius, costes, etc. segons el que demanaven els seus clients (qualia quis oparet), i tot animat amb figures de persones caminant, passejant o cavalcant o que pescaven o veremaven, o anaven en vaixells, etc. les pintures trobades a algunes de les cases de Pompeia i Herculà podrien ser mostres d'aquest estil.
Plini sembla que també feia referència a un pintor del mateix nom, molt més antic que va decorar el temple de Juno a Ardea, obra per la qual va rebre el reconeixement de la ciutat i se'l va recordar amb una inscripció.